# Bogor
Bogor (neerlandés: Buitenzorg) es una ciudad de Indonesia en la provincia de Java Occidental. Localizada a 60 km al sur de Yakarta y perteneciente al área metropolitana de Yakarta. Con una población de aproximadamente ochocientas mil personas en el área del distrito financiero (CBD en inglés) y dos millones de personas en el área suburbana, lo que supone una población total de cerca de tres millones de habitantes. A lo largo de la Edad Media fue la capital del reino de la Sonda con el nombre de Pakuan Pajajaran. Durante la época colonial holandesa, la ciudad recibió el nombre de Buitenzorg (que en neerlandés significa «despreocupado») y sirvió como residencia de verano del gobernador general de las Indias Orientales Neerlandesas.
En el breve período de la ocupación británica entre 1811 y 1815 bajo el mandato de Stamford Raffles (propiciado por la invasión de Holanda por parte de las tropas napoleónicas), fue también la capital administrativa, asumiendo en este período temporalmente las funciones que hasta entonces había ostentado Batavia.
Bogor cuenta con un palacio presidencial (Istana Bogor), y con un jardín botánico (uno de los más antiguos y grandes del mundo) en el área central. Es además sede del Instituto de Agricultura de Bogor.
La ciudad se encuentra en la autopista principal de Yakarta a Bandung sobre el Paso Puncak. Al sur de la ciudad se localizan extensos cultivos de té, resultado del gran desarrollo agrícola del sistema de plantaciones durante la época colonial. En la actualidad, los cultivos de café (cerca de Sukabumi) y de caucho (entre las ciudades de Bogor, Citereup y Bukit Sentul) también ocupan grandes extensiones.
Los suburbios de Bogor forman parte de la llamada Regencia de Bogor, mientras que el área urbana en concreto pertenece a la propia ciudad. A Bogor se la conoce también como "la ciudad de la lluvia" (Kota Hujan) debido a su alta pluviosidad incluso en la estación seca.

## Historia

El escudo de armas de Buitenzorg en la era de las Indias Orientales Holandesas que fue adoptado en 1932.

En el 450 a. C. Bogor formó parte de Tarumanegara, el primer reino hinduista de Java y el segundo de Indonesia después del reino de Kutai en Kalimantan. El más conocido rey de Tarumanegara fue Purnavarman, quien gobernó alrededor del siglo V a. C. Fue durante su gobierno cuando el reino alcanzó su edad de oro. La ciudad fue entonces la capital del reino de la Java Occidental de Sunda Pajajaran con el nombre de Pakuan, de donde saldría el fundador del Imperio Majapahit, Raden Wijaya. Bogor fue después parte del reino de Siliwangi en (1482), gobernada por el rey Siliwangi.
En la actualidad Bogor posee numerosas inscripciones (prasasti), tanto de Tarumanegara como de Siliwangi. Estas inscripciones, esparcidas en el área urbana y rural de Bogor, están escritas en sánscrito usando el sistema de escritura pallava.
Las inscripciones más conocidas son:
- Inscripción Ciaruteun

Es un canto rodado hallado en el fondo de un arroyo con la huella de Purnavarman junto a escritura pallava. El significado de su huella da a entender que Purnavarman fue una especie de ser divino o la encarnación de un dios hindú (Visnu). De hecho, el texto en la piedra compara su huella con la de Visnu.
El canto fue sacado del arroyo y llevado a un lugar protegido con mallas de metal que lo rodean a tan solo unos pocos kilómetros del lugar donde había sido encontrado.
- Inscripción Kaki Gajah

Se trata de una piedra plana que lleva la huella de un elefante, como indica su nombre. El elefante es probablemente un elefante real perteneciente a Purnavarman. El texto compara este con el elefante mítico de Airawata que pertenecía al dios hindú Indra. La inscripción fue descubierta no lejos de Prasasti Ciaruteun.
- Inscripción Batutulis

Esta inscripción se localiza en la parte urbana del área de Batutulis. En la actualidad se conserva en una casa frente a la del expresidente Sukarno. En realidad se trata de la colección de cuatro piedras. La piedra más pequeña, que lleva la huella de Siliwangi, está ubicada al frente de la segunda piedra tallada con una impresión de la rodilla. La tercera piedra es la más grande, plana, de color marrón, grabada con la letra en sánscrito del rey. Las tres piedras están colocadas de tal manera que dan la impresión de que el rey está de rodillas escribiendo.
La última piedra es una extraña pieza cilíndrica situada junto a las otras tres. Algunos piensan que representa el báculo del rey, aunque parece imposible por la anchura de su diámetro.

## Demografía
| Gráfica de evolución de Bogor entre 1956 y 2020 |
|                                                 |

La New American Cyclopaedia de 1867 informó que la población de Buitenzorg era de 320756, incluidos 9530 chinos, 650 europeos y 23 árabes.
La mayoría de la población (87%) son sondanés, con la minoría inmigrante más grande de betawi, javaneses, chinos y otras etnias, a menudo mixtas. Prácticamente todos los adultos hablan indonesio, el idioma oficial del país. El sundanés se utiliza en el hogar y en algunas áreas públicas y eventos; por ejemplo, el discurso solemne del alcalde en la celebración del Día de la Ciudad del 3 de junio de 2010 se pronunció en sundanés. El dialecto local de sundanés difiere significativamente de la versión clásica tanto léxica como fonéticamente.
Según el censo nacional de mayo y agosto de 2010, Bogor tiene una población de 949 066 residentes registrados.

## Educación y ciencia
Bogor destaca en las áreas de la agricultura y la ciencia. Aquí se encuentra la Universidad Agrícola de Bogor, así como la sede internacional del Centro para la Investigación Forestal Internacional (CIFOR).

## Idioma
El idioma tradicional de Bogor es el sundanés. Sin embargo, muchos piensan que el sundanés de Bogor es más bien rudo y que utiliza muchas formas de las jergas que se pueden oír en cualquier parte de la provincia. Debido a la rápida expansión de Yakarta, muchos migrantes de otras etnias e idiomas se han establecido en Bogor, por lo que el idioma nacional de Indonesia se está imponiendo en el área urbana.

## Transporte
El medio más popular y fácil de utilizar en Bogor son los minibuses públicos ("angkot", la abreviatura de angkutan kota). Prestan servicios en diferentes rutas, distinguiéndose por sus números y los colores gris y azul. Los angkots son de propiedad privada y sus precios son fijos.
Los autobuses y los taxis no son numerosos, siendo especialmente los taxis un medio de transporte relativamente caro. Los microbuses son más comunes en la ciudad, mientras que hacia Yakarta al norte y a Sukabumi al sur existe una línea férrea.
Para recorridos turísticos son muy populares los coches de dos ruedas tirados por caballos llamados delman y los de cuatro ruedas conocidos como andong, exclusivos de la provincia de Yogyakarta. Los delman de Bogor no están tan decorados como los de Yakarta, Bandung o Yogyakarta.
Así mismo existen las becak, que son una especie de bicicletas con una silla delante para los pasajeros (dos o tres como máximo), que también se usan para transportar mercancías.
A Bogor se puede llegar igualmente por la autopista de peaje Jagorawi o usando el tren de cercanías KRL, que conecta todas las ciudades del área metropolitana de Yakarta.